# 硫酸钴
硫酸钴，化学式CoSO4，常为七水合物（CoSO4·7H2O）的形式。

## 性质
七水物为桃红色单斜结晶，溶于水和甲醇，微溶于乙醇，不溶于氨。在空气中易风化。加热至420°C时失去七个结晶水。

## 存在
硫酸钴很少以自然的狀態存在於自然界中
- biebierite（七水物）
- 水镍钴矾（moorhouseite，(Co,Ni,Mn)SO4·6H2O）
- 四水钴矾（aplowite，(Co,Mn,Ni)SO4·4H2O）和
- cobaltkieserite（一水物）

等矿石中，也以少量存在于含钴矿物辉砷钴矿和方钴矿中。

## 制备
1、将金属钴溶于硫酸与硝酸的混酸中，用蒸汽加热至沸，反应后经浓缩结晶、分离母液，制得硫酸钴成品。
{\displaystyle {\rm {\ 3Co+2HNO_{3}+3H_{2}SO_{4}\rightarrow 3CoSO_{4}+2NO\uparrow +4H_{2}O}}}
2、将一氧化钴溶于硫酸中，溶液经蒸发浓缩、结晶、离心脱水，制得硫酸钴。
{\displaystyle {\rm {\ CoO+H_{2}SO_{4}\rightarrow CoSO_{4}+H_{2}O}}}

## 用途
用作钴铁磁性材料、彩色瓷器的釉药、碱性蓄电池的添加剂、钴电镀液成分、化学分析试剂和催化剂等。
在动物饲养过程中，硫酸钴可作为饲料添加剂，以改善牲畜的贫血等相关症状。

## 毒性
吸入钴化合物粉尘有时会导致哮喘。有实验表明硫酸钴对小鼠有毒性和轻微的致癌性，对沙門氏菌亦有致诱变性质，因此工作人员在操作时需要注意，应穿戴防毒口罩、防尘工作服和防护手套。